# Eriocaulon spongiosifolium
Eriocaulon spongiosifolium är en gräsväxtart som beskrevs av Silveira. Eriocaulon spongiosifolium ingår i släktet Eriocaulon och familjen Eriocaulaceae. Inga underarter finns listade i Catalogue of Life.